# Wilfred Bouma

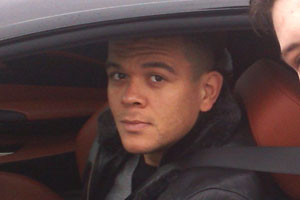
Wilfred Bouma

Wilfred Bouma (n. 15 iunie, 1978 în Helmond, Țările de Jos) este un jucător neerlandez de fotbal care evoluează pe postul de fundaș central pentru clubul PSV Eindhoven din Eredivisie. A jucat pentru naționala Țărilor de Jos la Euro 2004, Euro 2008 și a făcut parte din lotul echipei care a participat la Euro 2012.